# Матито, Роман
Роман Матито Доминго (Уэльва, 2 февраля 1927 — 16 мая 2006) — бывший испанский футболист. Он играл на позиции защитник и большую часть своей карьеры играл за Реал Вальядолид, а также играл за «Атлетико Тетуан» и «Атлетико Балеарес».

## Биография
В 1950-х годах Матито и братья Ласмеса были известны как «Стена Писэрги». В этот период «Реал Вальядолид» славился своей надежной обороной, в которую входили эти игроки. Их также называли «мавританской защитой» из-за африканского происхождения: братья Ласмеса родились в Сеуте, а Матито — начал профессиональную карьеру в Тетуане. Благодаря отличной игре в защите тренер национальной сборной Испании Рамон Мелькон вызвал Матито на матч против Англии, который состоялся 18 мая 1955 года и завершился вничью. Таким образом, он стал третьим игроком «Вальядолида», получившим вызов в сборную.
В общей сложности Матито провел одиннадцать сезонов за «бело-фиолетовых», будучи практически бесспорным основным игроком на протяжении двух эпох. Игровую карьеру он завершил в 1963 году в составе «Атлетико Балеарес».
Он является пятым игроком по количеству официальных матчей в истории «Вальядолида».